# Tubthumper
Tubthumper ist das siebte Studioalbum der politisch engagierten britischen Band Chumbawamba. Dank des weltweit großen Erfolges der Single Tubthumping wurde es zu ihrem bestverkauften Album. Von über fünf Millionen verkaufter Einheiten entfielen allein drei Millionen auf die USA.

## Entstehungsgeschichte
Mit der Wahl Tony Blairs zum Premierminister 1997 war die Erwartung verknüpft, dass die soziale Kälte der Thatcher-Ära weichen würde. Viele Musiker drückten ihre Enttäuschung über diese unerfüllte Hoffnung damals in ihrer Musik und in Interviews aus. Für die weit links-stehenden Chumbawamba-Mitglieder lag es auf der Hand dies zu thematisieren.
Da die Gruppe ihr Label One Little Indian Records verlassen hatte, stellte sie den Titel Tubthumping für eine CD mit vertragslosen Künstlern ab. Der deutsche EMI-Electrola-Geschäftsführer Helmut Fest war von dem Lied angetan und trat in Vertragsverhandlungen ein. Obwohl Chumbawamba früher, als EMI mit dem Elektronik- und Rüstungskonzern Thorn verschmolzen war, dessen Verstrickung in Waffenhandel und Kollaboration mit dem südafrikanischen Apartheidregime angeprangert hatte, unterschrieb sie dort. Dem bis zur Empörung eskalierenden Unverständnis auf Fanseite hielt man entgegen, jedes Label, ob groß, ob klein, sei auf Profitmaximierung aus, deshalb spiele nur eine Rolle, welches die größte Autonomie gewähre und gleichzeitig am breitenwirksamsten agiere. Für EMI galt es wiederum, den vor 20 Jahren beim Rauswurf der ebenfalls politisch unbequemen Sex Pistols entgangenen Profit zu kompensieren. Daher ließ man Chumbawamba frei gewähren.
Die Aufnahmen fanden von August 1996 bis Februar 1997 im Woodlands Studio in der Grafschaft West Yorkshire, ganz in der Nähe der Bandheimat Leeds statt. Laut Bandangaben betrugen die Produktionskosten 40.000 US-Dollar. Von der EMI unter der Schlagzeile „EMI welcomes Chumbawamba“ in ganzseitigen Werbeanzeigen für den 8. September 1997 angekündigt, erschien das Album letztlich am 23. September.
Nachdem sich ein überwältigender Erfolg eingestellt hatte, empfahl Alice Nutter allen, die sich Tubthumper nicht leisten könnten, es aus den großen Ladenketten zu stehlen, woraufhin die Virgin Megastores, die das Album zuvor leidenschaftlich beworben hatten, es aus den Regalen verbannten.

## Titelliste
Komposition aller Titel: Chumbawamba.
| #  | Titel                            | Länge | Textbedeutung | Single |
| -- | -------------------------------- | ----- | --- | --- |
| 1  | Tubthumping                      | 4:38  | Selbstironisch: Reden schwingen und dann saufen gehen. Sozialkritisch: Arbeitslos Gewordene ertränken Frust im Suff. | Erste Single, Vorab-Veröffentlichung ursprünglich für den 21. Juli 1997 vorgesehen, am 11. August 1997 erfolgt. #1 in 22 Ländern. Gehört zu den meistgespielten Jukebox-Songs. |
| 2  | Amnesia                          | 4:08  | Keine Veränderung durch Regierungsübernahme der Labour Party. Die Single ist den entlassenen Liverpooler Hafenarbeitern gewidmet.                                                                                         | Zweite Single, am 19. Januar 1998 veröffentlicht; blieb hinter den Erwartungen zurück.                                                                                         |
| 3  | Drip, Drip, Drip                 | 5:08  | Heruntergekommene Behausungen der Armen. | Geplante dritte Single, wegen rückläufigen Hörer-Interesses nicht veröffentlicht; existiert nur als Promo-Pressung.                                                            |
| 4  | The Big Issue                    | 4:37  | Andere durch „Selbst-schuld“-Mentalität abwerten. | |
| 5  | The Good Ship Lifestyle          | 5:13  | Statt die Mächtigen zu maßregeln, machen manche den „eigenen Leuten“ Vorschriften und Vorgaben. Vermutung: Es richtet sich gegen die Anhänger des „Lifestyle-Anarchismus“, die die Band wegen des EMI-Deals attackierten. | |
| 6  | One By One                       | 5:45  | Gut dotierte Posten innerhalb der Gewerkschaft korrumpieren. | |
| 7  | Outsider                         | 4:08  | Die Gruppe aller „Andersartigen“ zusammengenommen ist gar nicht so klein. | |
| 8  | Creepy Crawling                  | 4:03  | Die für den Kapitalismus typische Ellenbogengesellschaft findet sich auch auf unterster sozialer Ebene. | |
| 9  | Mary, Mary                       | 4:58  | Weibliches (feministisches) Ausbrechen aus religiösen Moralvorschriften. | |
| 10 | Smalltown                        | 3:13  | Es ist schwierig, gegen die argwöhnische Allgemeinheit anzukommen. | |
| 11 | I Want More                      | 4:01  | Wohlhabende Oberschicht gibt sich distinguiert, ist aber eigentlich brutal abweisend gegenüber den unteren Schichten. | |
| 12 | Scapegoat                        | 5:15  | Die hohe Zahl in Großbritannien inhaftierter Schwarzer spiegelt rassistisch begründete Sündenbock-Suche wider. | |
| 13 | Top of the World (Olé, Olé, Olé) | 3:49  | (Zumindest vordergründig) Huldigung des Fußballsports, der die Menschen verbindet. | Single anlässlich der Fußball-WM 1998 in Frankreich, im Januar 1998 eingespielt, am 1. Juni veröffentlicht, im selben Jahr dem Album beigefügt. Erreichte #21 im UK.           |

## Gastmusiker
Produktionsassistent Neil Ferguson spielte an verschiedenen Stellen Keyboard beziehungsweise E-Gitarre. Den Backgroundgesang bei Amnesia steuerte Michael Cohen (auf der Single: Mikey Cohen) bei. I Want More weist Cello-Credits für Ray Cooper alias „Chopper“ aus. Die Bläsergruppe in Scapegoat ist die weitgehend unbekannte Abbott Sauce Works Band. Zum Outro von The Big Issue wurde die englische Version des deutschen Kirchenliedes Danke für diesen guten Morgen, dessen Kinderstimme von Kye Coles stammt. Außerdem ist die Stimme des Studiotechnikers Geoff Clout in einem der Zwischenschnipsel zu hören.

## Artwork
Das Frontcover ist in demselben Stil gehalten wie die meisten anderen Chumbawamba-Cover in der Phase Slap! bis Readymades auch, denn es zeigt ein großes Motiv vor einem einfarbigen Hintergrund. Hier ist es ein Babykopf, dem ein grinsender Erwachsenenmund hinein retuschiert wurde, vor giftgrünem Hintergrund. Als Urheber ist „Baader-Meinhof“ angegeben, was ein Pseudonym für das Musiker-Kollektiv ist, jedoch nicht den Tatsachen entspricht. Entworfen wurde es von Michael Calleia, dem Inhaber von Industrial Strength Design in New York. Auf den außerhalb Europas vertriebenen Ausgaben ist der Babykopf kleiner und in die rechte untere Ecke gerückt. Der oben platzierte Chumbawamba-Schriftzug ist in beiden Versionen in schwarzen Versalien gehalten, jedoch in der europäischen Variante rot unterlegt, während er in der anderen Variante weiß unterlegt ist. Der Albumtitel erscheint dort nicht. Auf dem Backcover befindet sich in der linken oberen Ecke die Skizzierung eines „Tubthumpings“, also einer aggressiven öffentlichen Rede: Ein Mann steht auf einem Block und stößt Feuer aus seinem Mund aus. Im Booklet ist jedem Lied eine Seite gewidmet. Neben dem Text stehen – auch dies ein Markenzeichen von Chumbawamba – umfangreiche Liner-Notes, bestehend aus Inhaltsangabe plus ergänzenden Zitaten und Textauszügen fremder Quellen. Manche „fremde Quelle“ ist bei genauer Betrachtung ein Selbstzitat, weil zum Beispiel „Sally Skull“ ein Pseudonym („Pen name“) von Alice Nutter ist, was selbst schon ein Künstlername (angebliche Hexe Anfang des 17. Jahrhunderts) ist.

## Chartverläufe
In Deutschland trat die Single Tubthumping am 18. August 1997 auf #88 in die Charts ein und steigerte sich Woche um Woche bis auf #11 am 20. Oktober. Kurz vor diesem Höhepunkt war das Album erschienen und erreichte gleich in der ersten Woche die Höchstposition 18. Nach weiteren sieben Wochen in den Top 50 und zwei Wochen auf hinteren Rängen, fiel das Album aus den Charts heraus, während die Single noch weitere drei Wochen im Mittelfeld der Top 100 gelistet wurde.
In Großbritannien startete die Single am 25. August 1997 mit einem Sprung auf Platz 2. In den Top 10 verweilte sie elf Wochen und war insgesamt länger in den Charts als in Deutschland. Das Album erreichte am 15. September #19 und begab sich nach #28 und #41 in den Folgewochen für vier weitere Wochen in die untere Hälfte der Top 100.
In den USA liefen sowohl Single als auch Album langsam an. Erstere lag am 13. September auf #79 und brauchte sieben Wochen mit einem Aufwärtstrend von durchschnittlich zehn Plätzen, um in die Top 10 vorzustoßen, die sie erst am 14. Februar 1998 wieder verließ. Letzteres wurde nach der ersten Verkaufswoche am 11. Oktober 1997 auf #60 notiert, in den Folgewochen auf #48, #31, #21, #15 und schließlich auf #8. Von da an pendelte es innerhalb der Top 10 zwischen #3 und #8. Mit insgesamt 43 Wochen in den Billboard-Charts hatte Tubthumper in den USA die längste Verweildauer.

## Rezeption
Das Branchenmagazin MusikWoche schob das Album in die Rubrik „Neuheiten. Empfehlenswert“ und lobte: „Zwei Jahre nach […] dem sperrigen letzten Album […] überraschen die acht Musiker mit zwölf humorvollen Songs zwischen Pop, Rock und einer Prise Dance. […] die Stücke [klingen] deutlich druckvoller und eingängiger. Mit bissigen Texten kämpft Chumbawamba in Tracks wie One by One gegen Agonie und Anpassung – verpackt in erstklassige Melodien und gute Arrangements.“
Das Darmstädter Echo fasste zusammen: „Die zwölf Songs des Albums stecken voller unerwarteter Stilwechsel. Immer wieder mischen sich Choräle und Folksounds unter Reggae-, Techno- und Raprhythmen, eine Fülle von Samples schaffen dazu eine bombastische Soundfülle. […] das […] Album steckt voller pointierter Anspielungen.“
Ähnlich vermerkte Peter Lau im Rolling Stone: „Das Oktett präsentiert sich mit seinem erprobten Dance-Pop-Folk-Rock, […] aufgepeppt mit lustigen linksradikalen Parolen.“ Insgesamt war dies für ihn „leichtverdauliche[r] Hitpop“.
Visions-Rezensent Falk Albrecht sah in der Kommerzialisierung eine Notwendigkeit: „Nachdem sich Chumbawamba musikalisch in den letzten Jahren immer weiter von ihren Punkwurzeln entfernten, um ihre politischen Botschaften in eingängige Popmelodien zu verpacken, findet diese Entwicklung im neuen Album […] ihren Höhepunkt. […] während man mit dem 'Predigen zu den Bekehrten' relativ schnell an seine Grenzen stößt, können Chumbawamba mit ihrer Methode auch HörerInnen erreichen, die kaum jemals einer Hardcore-Band Gehör schenken würden.“
Achim Borchers charakterisierte in der Intro-Ausgabe vom Oktober 1997 das Dargebotene als „moderne Pop-/Dancemusik […] unter besonderer Berücksichtigung von hinreißenden Melodien und ebensolchen Harmoniegesängen“. Später im Text setzte er hinzu: „Die verstörenden Partikel versteckten Chumbawamba zwischen den Songs: weirde Soundschnipsel, Samples, Breakbeats, Grooves.“
Dagegen gingen die acht befragten Musikerkollegen in der Rubrik „Platten vor Gericht“ mit Tubthumper tatsächlich „hart ins Gericht“. Nur der ehemalige The Chameleons-Kopf Mark Burgess erklärte der Band seine Liebe und schloss mit dem Satz: „Sie klingen besser als je zuvor.“ Ansonsten fielen harsche Worte über die Songqualität sowie die EMI-Partnerschaft.
Marcel Anders schwärmte im Musikexpress: „Ihre Songs sind derart poppig, charmant und fröhlich, daß sie auch als Chartsfutter durchgehen. […] Tubthumper paßt in gängige Formate und gibt sich alle Mühe, kommerziellen Ansprüchen zu genügen. Doch das ist nur Fassade eines viel subversiveren Plans: Chumbawamba wollen das System von innen zersetzen. Sie schmeicheln sich ein, um zu zerstören. Das ist nicht nur frech, sondern schlichtweg genial.“
Die Internet-Plattform Allmusic vergab für das „unverwechselbare“ Album 4,5 von 5 möglichen Sternen.